# Música seminola
La música seminola és la música dels seminola, un poble d'amerindis dels Estats Units que s'organitzaren a Florida a finals del segle xviii. Avui dia la majoria viuen a Oklahoma, però una minoria continua a Florida. Hi ha tres tribus reconegudes federalment, i algunes persones pertanyen a bandes de fora d'aquests grups. La seva música tradicional inclou un ampli ús de sonalls, bongos, i flautes.
Les cançons populars seminoles inclouen les utilitzades per tractar els malalts i els ferits, i per animar els animals a ser caçats fàcilment. les cançons de caça eren a cappella i crida i resposta. Les dues principals danses rituals eren la Dansa del Blat de Moro Verd, feta al juny, i la Dansa de Caça, que se celebra a l'octubre. Se celebren altres balls informals durant tot l'any, amb alguns balls específics només es realitzen tant a l'estiu com a l'hivern. Molts balls estaven connectats amb un esperit animal, com les de la Serp, el Cranc i la més important, la de l'Al·ligàtor.